# Seuzach
Seuzach est une commune suisse du canton de Zurich, située dans le district de Winterthour.

Photo aérienne prise à 400 m par Walter Mittelholzer (1923).